# Antoni Żuliński
Antoni Marian Ryszard Żuliński (ur. 3 kwietnia 1900 w Krakowie, zm. 22 października 1973 tamże) – polski aktor.

## Życiorys
W roku 1932 ukończył Szkołę Muzyczną im. W. Żeleńskiego w Krakowie w specjalności - fortepian. W latach 1933–1939 zajmował się komponowaniem pieśni oraz muzyki do przedstawień teatralnych. W latach 1936-38 występował w Teatrze im. Bogusławskiego w Kaliszu. W 1937 r. zdał aktorski egzamin eksternistyczny w PIST. W sezonie 1938/39 występował w Teatrze Miejskim w Wilnie. Podczas wojny pracował jako urzędnik w Zarządzie Miejskim w Krakowie i udzielał lekcji gry na fortepianie. W 1945 podjął współpracę z krakowskim Teatrem Rapsodycznym. Od 1946 do przejścia na emeryturę w 1968 był związany z Teatrem im. Juliusza Słowackiego w Krakowie. W roku 1959 uzyskał III nagrodę w kategorii artystyczno-zawodowej na VI Ogólnopolskim Konkursie Recytatorskim.
Spoczywa na Cmentarzu Rakowickim w Krakowie.

## Życie prywatne
Jego rodzicami byli: Edward (ur. 14.10.1842 w Krakowie - zm. 10.01.1918 w Krakowie, urzędnik, uczestnik Powstania Styczniowego) oraz Jadwiga z d. Nowicka (ur. 28.05.1861 w Warszawie – zm. 2.10.1939 w Krakowie). Ich ślub został zawarty w 1881 r. w Warszawie. Antoni miał pięcioro rodzeństwa. Byli to: czworo starszych – Jadwiga i Zofia (urodzeni w Warszawie), Kazimierz i Roman (urodzeni w Krakowie) oraz piąta młodsza -  Maria (ur. w Krakowie).

## Filmografia
- 1972 – Skarb trzech łotrów
- 1965 – Lenin w Polsce
- 1964 – Koniec naszego świata
- 1963 – Weekendy (odcinek pierwszy – Julia)
- 1958 – Kalosze szczęścia